# Aegilops
Aegilops es un género de plantas de la familia de las poáceas. Es originaria de la región del Mediterráneo hasta Asia Central.
Hay cerca de 23 especies y numerosas subespecies en el género. Varios miembros son malezas. Crecen inclusive en invierno, asemejándose al trigo de invierno. Se hibridan con varios tipos de trigo y a veces se clasifican como miembros del género Triticum.

## Descripción
Son plantas. Tallos generalmente ascendentes, glabros. Hojas co] delano o involuto. Espiga con 3-6 espiguillas, desprendiéndose entera en la madurez; raquis profundamente excavado, con una espiguilla en cada nudo. Espiguillas con 3-4 flores, al menos en las inferiores, y con 2 glumas. Glumas coriáceas, truncadas, con (1-) 2-6 aristas. Lema con parte inferior membranosa y parte superior dura, aristada. Pálea anchamente elíptica, membranosa, aquillada, bidentada. Cariopsis estrechamente ovoidea, libre.
Aegilop tauschii (o Aegilops squarrosa) es importante en genética del trigo como pariente del trigo común Triticum aestivum.

## Taxonomía
El género fue descrito por Carlos Linneo y publicado en Species Plantarum 2: 1050. 1753. La especie tipo es: Aegilops triuncialis
Etimología
Aegilops: nombre genérico de una hierba otorgado por Teofrasto, deriva del griego aegilos = (una hierba del agrado de cabras, o una cabra).

## Especies
- Aegilops bicornis
- Aegilops biuncialis
- Aegilops caudata
- Aegilops columnaris
- Aegilops comosa
- Aegilops crassa
- Aegilops cylindrica
- Aegilops geniculata
- Aegilops juvenalis
- Aegilops kotschyi
- Aegilops longissima
- Aegilops lorentii
- Aegilops mutica
- Aegilops neglecta
- Aegilops peregrina
- Aegilops searsii
- Aegilops sharonensis
- Aegilops speltoides
- Aegilops tauschii
- Aegilops triuncialis
- Aegilops umbellulata
- Aegilops uniaristata
- Aegilops vavilovii
- Aegilops ventricosa